# Большая Листвянка
Большая Листвянка — река в городском округе Первоуральск Свердловской области, правый приток реки Шайдуриха. Длина реки 12 км. Истоки в лесах на восточном склоне Киргишанского увала. Впадает в Шайдуриху (именуемую в верховьях Большая Шайдуриха) в 2,1 км от устья, в 0,5 км западнее посёлка Шадриха, после чего река получает название собственно Шайдуриха.

## Данные водного реестра
По данным государственного водного реестра России, река Большая Листвянка относится к Камскому бассейновому округу, речной бассейн — Кама, подбассейн — Кама до Куйбышевского водохранилища (без бассейнов рек Белой и Вятки), водохозяйственный участок — Чусовая от города Ревды до в/п посёлка Кын.
Код объекта в государственном водном реестре — 10010100612111100010409